# Simpson Peak (Antarktika)
Der Simpson Peak ist ein 1720 m hoher Berg im ostantarktischen Enderbyland. Er ragt unmittelbar östlich des Mount George am südwestlichen Ende der Scott Mountains auf.
Teilnehmer der British Australian and New Zealand Antarctic Research Expedition (1929–1931) unter der Leitung des australischen Polarforschers Douglas Mawson entdeckten ihn im Januar 1930. Mawson benannte den Berg nach dem britischen Meteorologen George Clarke Simpson (1878–1965), Teilnehmer der britischen Terra-Nova-Expedition (1910–1913).